# La Ferté-Bernard
La Ferté-Bernard település Franciaországban, Sarthe megyében. Lakosainak száma 8769 fő (2022. január 1.). La Ferté-Bernard Saint-Martin-des-Monts, Saint-Aubin-des-Coudrais, Dehault, La Chapelle-du-Bois, Souvigné-sur-Même, Préval és Cherré-Au községekkel határos.

## Népesség
A település népességének változása:
| Lakosok száma | 9116 | 8875 | 9189 | 8820 | 8852 | 8862 | 8863 | 8799 | 8769 |
|               | 2013 | 2015 | 2016 | 2017 | 2018 | 2019 | 2020 | 2021 | 2022 |